# Сербия и Черногория на «Детском Евровидении»
Сербия и Черногория участвовала на «Детском Евровидении» единожды: в 2005 году, когда конкурс проходил в Хасселте, Бельгия на «Ethias Arena». На конкурсе страну представил Филипп Вучич с песней «Љубав па фудбал», выступивший десятым. Он занял тринадцатое место, набрав 29 баллов. Это было первое и единственное участие данной страны на конкурсе до референдума о независимости Черногории в 2006 году. В конце концов, как независимые страны, Сербия дебютировала на конкурсе в 2006 году, а Черногория — в 2014 году.

## История
2 августа 2005 года, телевещатель Сербии и Черногории объявил о том, что страна дебютирует на «Детском Евровидении — 2005», которое прошло 26 ноября 2005 года в Хасселте, Бельгия на «Ethias Arena». Своего первого и единственного представителя на конкурс от Сербии и Черногории, телевещатель RTS выбрал с помощью национального отбора «Dečja pesma Evrovizije '05», который состоялся 29 сентября 2005 года.

### Dečja pesma Evrovizije '05
Победителя национального отбора определило жюри, состоявшее из 6 человек, а также телеголосование, которое было представлено в качестве «седьмого члена жюри».
| Dečja pesma Evrovizije '05 — 29 сентября 2005 | Dečja pesma Evrovizije '05 — 29 сентября 2005 | Dečja pesma Evrovizije '05 — 29 сентября 2005 | Dečja pesma Evrovizije '05 — 29 сентября 2005 | Dečja pesma Evrovizije '05 — 29 сентября 2005 |
| №                                             | Артист                                        | Песня                                         | Место                                         | Всего                                         |
| --------------------------------------------- | --------------------------------------------- | --------------------------------------------- | --------------------------------------------- | --------------------------------------------- |
| 01                                            | Катарина Остоич                               | «Кошава»                                      | 18                                            | 1                                             |
| 02                                            | Теа Костич-Янкович                            | «У снежној ноћи»                              | 10                                            | 17                                            |
| 03                                            | Невена Майдевац                               | «Да сам добра вила»                           | 10                                            | 17                                            |
| 04                                            | Филипп Вучич                                  | «Љубав па фудбал»                             | 1                                             | 58                                            |
| 05                                            | Дарья Сречкович                               | «Сећања»                                      | 15                                            | 6                                             |
| 06                                            | Александра Митрович                           | «Сланик и салвета»                            | 10                                            | 17                                            |
| 07                                            | Яна Шкобич и Андреа Остербенк                 | «Шта је срећа»                                | 16                                            | 3                                             |
| 08                                            | Филипп и Владимир Чабак                       | «Незналица»                                   | 9                                             | 19                                            |
| 09                                            | Саня Йованович                                | «Звездин сјај»                                | 3                                             | 40                                            |
| 10                                            | Мария Угрица                                  | «Географија»                                  | 13                                            | 10                                            |
| 11                                            | Стефан Докович                                | «Песма отвара врата»                          | 8                                             | 23                                            |
| 12                                            | Кристина Михайловски                          | «Трагом звезда снених»                        | 2                                             | 54                                            |
| 13                                            | Йован Йовович                                 | «Граде мој»                                   | 6                                             | 33                                            |
| 14                                            | Филипп Траяновски                             | «Ти увек бићеш моја»                          | 5                                             | 34                                            |
| 15                                            | Даница Зечевич                                | «Узалуд су снови»                             | 14                                            | 8                                             |
| 16                                            | Оливера Виторович                             | «Пчелица и мед»                               | 7                                             | 28                                            |
| 17                                            | Анжела Дурович                                | «Ноћ пуна жеља»                               | 4                                             | 35                                            |
| 18                                            | Фируца Цина                                   | «Шта сањају дечаци»                           | 16                                            | 3                                             |

### На «Детском Евровидении — 2005»
Финал конкурса транслировали телеканалы RTS и RTCG, а результаты голосования от Сербии и Черногории объявляла Йована Вукчевич. Филипп Вучич выступил под десятым номером после Нидерландов и перед Латвией, и занял тринадцатое место, набрав 29 баллов.
| Баллы     | Страна             |
| --------- | ------------------ |
| 12 баллов |                    |
| 10 баллов | Северная Македония |
| 8 баллов  |                    |
| 7 баллов  |                    |
| 6 баллов  | Хорватия           |
| 5 баллов  |                    |
| 4 балла   |                    |
| 3 балла   |                    |
| 2 балла   |                    |
| 1 балл    | Кипр               |

| Баллы     | Страна             |
| --------- | ------------------ |
| 12 баллов | Испания            |
| 10 баллов | Северная Македония |
| 8 баллов  | Беларусь           |
| 7 баллов  | Румыния            |
| 6 баллов  | Хорватия           |
| 5 баллов  | Дания              |
| 4 балла   | Греция             |
| 3 балла   | Норвегия           |
| 2 балла   | Латвия             |
| 1 балл    | Россия             |

## Трансляция
| Год  | Вещатель(-и)                    | Комментатор(-ы)                 | Глашатай                         | Источник(-и) |
| ---- | ------------------------------- | ------------------------------- | -------------------------------- | ------------ |
| 2003 | RTS и RTCG                      | неизвестно                      | Страна не участвовала в конкурсе | [ 12 ]       |
| 2004 | Страна не транслировала конкурс | Страна не транслировала конкурс | Страна не участвовала в конкурсе |              |
| 2005 | RTS и RTCG                      | неизвестно                      | Йована Вукчевич                  | [ 9 ]        |